# Терсакканський сільський округ
Терсакка́нський сільський округ (каз. Терісаққан ауылдық округі, рос. Терсакканский сельский округ) — адміністративна одиниця у складі Улитауського району Улитауської області Казахстану. Адміністративний центр — село Терсаккан.
Населення — 325 осіб (2021; 385 у 2009, 742 у 1999, 711 у 1989).
Станом на 1989 рік існувала Терсакканська сільська рада (села Косколь, Терсаккан).

## Склад
До складу округу входять такі населені пункти:
| Населений пункт | Населення, осіб (1989) | Населення, осіб (1999) | Населення, осіб (2009) | Населення, осіб (2021) |
| --------------- | ---------------------- | ---------------------- | ---------------------- | ---------------------- |
| Косколь, село   | 100                    | 107                    | 85                     | 30                     |
| Терсаккан, село | 611                    | 635                    | 300                    | 295                    |